# Левая рука Тьмы
«Левая рука Тьмы» (англ. The Left Hand of Darkness) — роман американской писательницы-фантаста Урсулы Ле Гуин. Роман опубликован в 1969 году; был удостоен обеих высших наград в жанре фантастики — Небьюла (1969) и Хьюго (1970). В России впервые опубликован в 1992 году в переводе Ирины Тогоевой. За пределами России на русском языке был издан в марте 1991 года в Латвии, переводчик Илан Полоцк.
Роман посвящён описанию мира далекой планеты Зима, или Гетен, на которую прибывает с миссией доброй воли представитель Экумены — объединения многих планет. Цель представителя — способствовать включению планеты Гетен в это объединение.

## Мир планеты Зима
Жители планеты Зима обладают уникальной физиологией: у них наблюдается последовательный гермафродитизм, сексуальный цикл гетенианца равен примерно лунному месяцу, в течение первых 21-22 дней индивид пребывает в латентном состоянии и сексуально неактивен, лишен половых признаков. На 22-23 день житель Зимы входит в состояние кеммера — период сексуальной активности, в ходе которого у гетенианца развивается сексуальное влечение. Если он находит себе партнера, то в итоге один из партнеров превращается в мужскую, другой — в женскую особь. Индивиды в течение жизни могут становиться и «мужчинами», и «женщинами», не имея предрасположенности к «мужской» или «женской» роли. Исключение составляют так называемые «извращенцы», положение которых в обществе напоминает земных гомосексуалов. Кеммер продолжается 2-5 дней, после чего особь возвращается в латентное сексуальное состояние. Если «женская» особь забеременеет, то гормональная активность организма продолжается в течение всего срока. Дети воспитываются отдельно от родителей. Некоторые гетенианцы образуют постоянные пары — кеммеринги.
Мой роман 1969 года «Левая рука Тьмы» начинался с отчета Мобиля Экумены — путешественника — Стабилям, которые сидят безвылазно на Хайне. Слова приходили на ум вместе с лицом рассказчика. Он заявил, что его зовут Дженли Аи, и начал свою повесть, а я записывала.
Постепенно, и не без труда, мы с ним поняли, где находимся. Он-то раньше не попадал на Гетен, а вот мне доводилось, в рассказике «Король планеты Зима». Этот первый визит оказался настолько краток, что я даже не заметила, что с половыми признаками гетенианцев что-то не в порядке. Андрогины? Что, правда?
Покуда я писала «Левую руку», стоило мне запнуться, как в рассказ вклинивались обрывки легенд и мифов; порой первый рассказчик передавал эстафету другому, гетенианину. Но Эстравен оказался человеком исключительно замкнутым, а сюжет волок обоих моих рассказчиков за собой, в неприятности, так быстро, что многие вопросы или не получили ответа, или не прозвучали вовсе.Урсула Ле Гуин в авторском предисловии к сборнику «День рождения мира»
Эти уникальные характеристики жителей планеты Зима становятся определяющими для романа. Он написан как красивая, но страшная сказка, в виде фрагментарных записок посланца Экумены, наблюдений иных исследователей планеты, записей легенд и мифов планеты Зима.

## Сюжет
На планету Гетен — или Зима, как прозвали планету пришельцы за ее негостеприимный климат — прибывает посланник от Лиги Миров, Дженли Аи, которому поручена миссия заключить с местными правителями договор о вступлении планеты в межпланетную Лигу. Однако на новой планете посланник сталкивается со сложностями и опасностями: недоверие местных жителей, кулуарные интриги, заговоры и предательства. Туземцы не верят Аи, ведь при первом впечатлении он слишком похож на них, с той только разницей, что является мужчиной, в то время как все гетенианцы — двуполые гермафродиты, принимающие ту или иную половую роль раз в месяц во время особого периода.
Единственный человек, который мыслит шире своих соплеменников и думает о будущем всей планеты, а не только своего государства, — это премьер-министр Кархайда по имени Эстравен. Однако став союзником посланника, он и сам вскоре теряет расположение короля, место в правительстве и вынужден искать убежища во враждебном Оргорейне.
Однако и в этом государстве и посланник, и изгнанный министр встречаются с прежними проблемами. В результате заговора Дженли Аи оказывается на «добровольческой ферме» — тюрьме на окраине страны, на кромке ледника. Оттуда его спасает Эстравен, помогая сбежать. Вдвоем они в течение нескольких месяцев совершают тяжелейший переход через ледник, обратно в Кархайд. Уже по достижении цели пути Эстравен погибает.
Однако политическая ситуация уже изменилась; Кархайд готов услышать посланника. На планете приземляется космический корабль с коллегами Аи из Лиги миров. Все движется к тому, что планета Гетен вскоре вступит в Лигу.
Своеобразным продолжением романа является короткий рассказ «Король планеты Зима», события которого разворачиваются примерно через 200 лет после основной истории.